# Акећи Мицухиде
Акећи Мицухиде  (明智 光秀, 1516–1582), познат и под именима Ђубеи (十兵衛) и Корето Хјуга но Ками (惟任日向守), био је самурај и генерал у служби даимјоа Оде Нобунаге током Периода зараћених држава у Јапану. Најпознатији је по томе што је 1582. побуном издао Оду Нобунагу и довео до његове смрти.

## Младост
Акећи Мицухиде био је син Акећи Јоримицуа, скромног годподара провинције Оми. Рођен је у дворцу Акећи (по ком породица носи презиме) 1526. године. Са једанаест година је остао без оца, који је умро као талац на непријатељском двору. Од тада је Мицухидеов старији брат, Мицујасу, преузео бригу о његовом образовању и подбробно га подучио вештинама ратовања и кинеским класицима.

## Брак са Фушијом
Са осамнаест година, Мицухиде је изабрао за вереницу девојку звану Фушија. На вече свадбе, скинувши вео са младиног лица, схватио је да је пред њим друга девојка. Када је упитао Фушијиног оца о чему се ради, речено му је да је Фушија оболела од богиња и да је зато замењена својом млаћом сестром. Чувши ово, Мицухиде ипак инсистира на брак са Фушијом упркос њеном унакаженом лицу. Познато је да их је касније током заједничког живота снашло тешко финансијско стање, током ког је Фушија одсекла и продала своју косу како би помогла Мицухидеу.

## У служби Оде Нобунаге
Акећи Мицухиде је 1556. године под именом Корето ушао у службу Оде Нобунаге и постао један од његових генерала. Учествовао је у Ишијама Хонган-ђи рату (1570—1580) који је Ода Нобунага водио против Ико-ики монаха. 1571. године, након успешног напада на Енрјаку-ђи, додељен му је дворац Сакамото и проглашен је господаром Хјуга провинције. Акећи Мицухиде био је први вазал коме је Ода Нобунага доделио дворац. Након овога Мицухиде је у Нобунагино име пошао у поход да умири и покори Танба провинцију, северно од Кјота. Додељен му је дворац Камејама и Танба провинција. 1576. године Ода Нобунага је ушао у спор око територије Хатано клана када је глава клана Хатано Хидехару објавио независност и пружао отпор Нобунагиним снагама наредне три године. Како би помогао Нобунаги да освоји дворац Јагами и територију Хатано клана, Мицухиде је пружио Хатано Хидехару прилику да се с достојанством преда, а као гаранцију је дао рођену мајку као таоца Хатано клану док се спор не реши. Знајући да неће моћи још дуго да пружа отпор, Хатано Хидехару је пристао под овим условом, међутим када је стигао у дворац Азући да се званично преда и упути Нобунаги извињење, Нобунага је прекршио договор и погубио Хидехаруа. Сазнавши за ово, Хидехаруови поданици у дворцу Јамаги погубили су мајку Акећи Мицухидеа.

## Хоно-ђи инцидент
Однос Мицухидеа и Нобунаге се значајно погоршао након догађаја са Хатано кланом, а познато је и да је Нобунага додатно допринео честим јавним увредама упућеним Мицухидеу. 21. јуна 1582. године, Мицухиде је сакупио војску од 13,000 војника и упутио се Хоно храму, где је Нобунага боравио у Кјоту. Његова војска опколила је храм и запалила га. Суочен с поразом, Ода Нобунага је наводно током пожара одузео свом сину Нобутади и себи живот. Након овога Мицухиде је преузео титулу владара, али га Тојотоми Хидејоши пресреће у бици у Јамазакију са двоструко већом војском. Само тринаест дана након што је преузео власт, Мицухиде је убијен док је бежао од битке у Јамазакију, од стране разбојничког вође, Накамура Ђобеија. Због овога се често назива “шогуном од тринаест дана”.